# Larisa Ilchenko
Larisa Ilchenko (Rusia, 18 de noviembre de 1988) es una nadadora rusa especializada en pruebas de natación en aguas abiertas, donde consiguió ser campeona olímpica en 2008 en los 10 kilómetros.

## Carrera deportiva
En los Juegos Olímpicos de Pekín 2008 ganó la medalla de oro en los 10 kilómetros en aguas abiertas, con un tiempo de 1:59.27 segundos, por delante de las británicas Keri-Anne Payne y Cassandra Patten.